# Křenov (Kájov)
Křenov (německy Krenau) je vesnice, část obce Kájov v okrese Český Krumlov. Nachází se asi 2,5 km na sever od Kájova. Prochází zde silnice II/166. Je zde evidováno 62 adres.
Křenov leží v katastrálním území Křenov u Kájova o výměře 22,35 km². V katastrálním území Křenov u Kájova leží i části Lazec a část Kájova.

## Historie

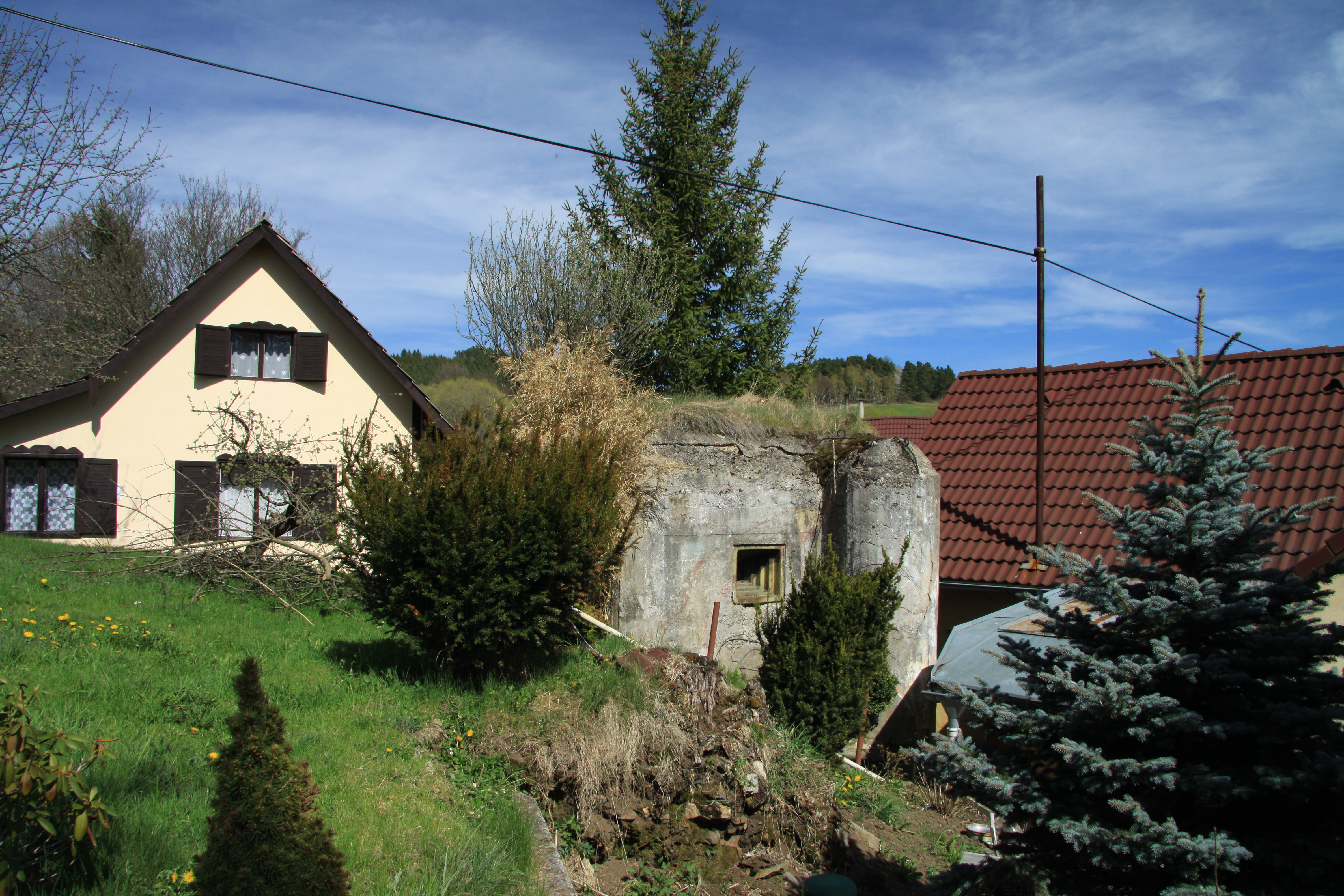
Předválečné opevnění v obci

První písemná zmínka o vesnici pochází z roku 1263.

## Pamětihodnosti
- Přírodní rezervace Kleť
- Přírodní památka Meandry Chvalšinského potoka